# Állkapocs kampónyúlványa

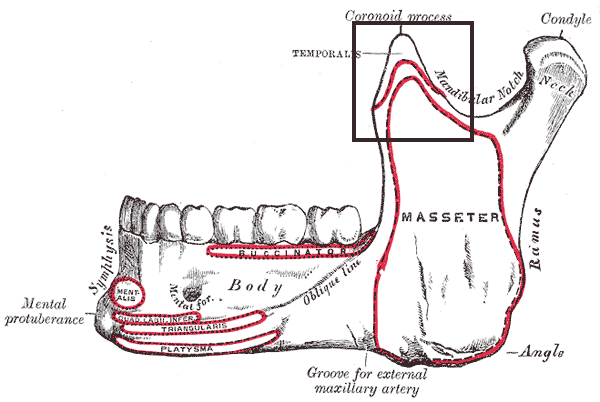
Egy emberi állkapocs külső része oldalról (a fekete négyzet jelöli a nyúlványt)

A processus coronoideus mandibulae egy nyúlvány az állkapcson (mandibula). Vastag, háromszögletű kiemelkedés, melynek felülről kicsit lapított alakja van.

## Felszíne
- Az elülső felszíne konvex és a ramus mandibulae elülső felszíne alatt folytatódik.
- A hátsó felszíne konkáv és kialakítja az állkapocsbevágás (incisura mandibulae) elülső határát.
- A külső felszíne sima és a rágóizom (musculus masseter) valamint a halántékizom (musculus temporalis) tapadását biztosítja.
- A belső felszíne halántékizomnak biztosít tapadást. Található itt egy taréj mely a nyúlvány csúcsához közel kezd el futni lefelé és előrefelé fut egészen az utolsó őrlőfogig.

Ezen taréj és az elülső felszín között található egy árkos háromszögletű terület melynek a felső része tapadást biztosít a halántékizomnak az alsó része pedig a trombitásizom (musculus buccinator) néhány rostjának.